# 金明国
金 明国（キム・ミョングク、朝鮮語: 김명국、1939年8月1日 - 2016年11月27日 ）は、朝鮮民主主義人民共和国（北朝鮮）の軍人、政治家。朝鮮人民軍大将。朝鮮労働党中央軍事委員会委員、朝鮮労働党中央委員会委員、党中央委員会副部長、朝鮮人民軍総参謀部作戦局長などを歴任。

## 略歴
金日成軍事総合大学卒業。朝鮮人民軍の総参謀部作戦局長を務めた。2009年11月に黄海沖で発生した韓国海軍と北朝鮮海軍による「大青海戦」の後に、「大将」から「上将」に一階級降格されたが、2010年3月の「天安沈没事件」の後、2010年4月に「大将」に復帰した。2010年9月の朝鮮労働党の第3回党代表者大会で党中央軍事委員会の委員となる。2016年5月に開催された朝鮮労働党第7次大会で党中央軍事委員会の名簿に掲載されず、中央軍事委員会委員からの退任が確認された。
2016年11月28日に朝鮮中央通信が死去を報じた。